# نورمان غلاسر
نورمان غلاسر (بالإنجليزية: Norman Glaser)‏ هو لاعب كرة قاعدة أمريكي، ولد في 31 أغسطس 1894 في كليفلاند في الولايات المتحدة، وتوفي في 27 مايو 1979 في بارما في الولايات المتحدة.

## وصلات خارجية
- نورمان غلاسر على موقعبيزبول رفرنس.كوم (الدوري الرئيسي) (الإنجليزية)
- نورمان غلاسر على موقعبيزبول رفرنس.كوم (الدوري الثانوي) (الإنجليزية)